# Захарий Новев
Захарий Новев Пандулов или Ноев, известен като Дядо Ной, е български учител и революционер, деец на Вътрешната македоно-одринска революционна организация.

## Биография
Новев е роден на 12 ноември 1877 година в Долна или Горна Баница, Гостиварско, в Османската империя. В 1898 година завършва с първия випуск българското училище в Скопие. В следващата 1899 година става член на ВМОРО. Става ръководител на революционния комитет в Гостивар, а в периода 1906 – 1907 година е председател на околийския комитет на ВМОРО в Куманово.
След Младотурската революция в 1908 година става деец на Съюза на българските конституционни клубове и е избран за делегат на неговия Учредителен конгрес от Гостивар. Председател е на гостиварския български клуб.
През септември 1915 година младши подофицер Новев завежда разузнавателен пункт №5 в Петрич на Партизанския отряд на Единадесета пехотна македонска дивизия.
След освобождението на Вардарска Македония по време на Първата световна война Новев е начело на разузнавателния пункт в Гостивар, а по-късно е околийски началник на град Тетово.
След войните, през 1923 година Новев е назначен за преподавател в Петричката гимназия. По-късно се установява да живее в Свети Врач, където изпълнява длъжността пълномощник на ЦК на ВМРО за Светиврачка околия. От края на 1931 година временно завежда и Неврокопско.
След Деветнадесетомайския преврат в 1934 година Новев е малтретиран от новата власт и заплашван с убийство, а по-късно под строг полицейски надзор е интерниран в Плевен.
В делото „Главорез“ на Държавна сигурност е посочен Захарин Новев Пандилов /пенсионер/ от София, роден през 1877 г. в с. Баница, Гостиварско, Македония, за лице за връзка с Иван Михайлов на идейна основа.